# (35301) 1996 XE
1996 XE (asteroide 35301) é um asteroide da cintura principal. Possui uma excentricidade de 1.529.1770 e uma inclinação de 6.69870º.
Este asteroide foi descoberto no dia 1 de dezembro de 1996 por Takeshi Urata em Oohira.
1996 XE Segundo a NASA é um asteroide que teria a probabilidade de se chocar com a  Terra em 22 de setembro de 2019.